# Taekwondo aux Jeux africains de 2003
Navigation
Édition précédente Édition suivante
Navigation
Édition précédente Édition suivante
Les compétitions de taekwondo aux Jeux africains de 2003, qui font aussi office de Championnats d'Afrique de taekwondo 2003, ont lieu le 14 octobre 2003 à Abuja au Nigeria.

## Tableau des médailles
| Rang  | Nation                    | Or | Argent | Bronze | Total |
| ----- | ------------------------- | -- | ------ | ------ | ----- |
| 1     | Égypte                    | 6  | 1      | 2      | 9     |
| 2     | Nigeria                   | 2  | 3      | 4      | 9     |
| 3     | Lesotho                   | 2  | 1      | 3      | 6     |
| 4     | Afrique du Sud            | 1  | 2      | 2      | 5     |
| 5     | Tunisie                   | 1  | 1      | 2      | 4     |
| 6     | Sénégal                   | 1  | 1      | 1      | 3     |
| 7     | Côte d'Ivoire             | 1  | 0      | 1      | 2     |
| 8     | Cap-Vert                  | 1  | 0      | 0      | 1     |
| 8     | République centrafricaine | 1  | 0      | 0      | 1     |
| 10    | Kenya                     | 0  | 1      | 4      | 5     |
| 11    | Ghana                     | 0  | 1      | 2      | 3     |
| 12    | Éthiopie                  | 0  | 1      | 1      | 2     |
| 13    | Bénin                     | 0  | 1      | 0      | 1     |
| 13    | Cameroun                  | 0  | 1      | 0      | 1     |
| 13    | Libye                     | 0  | 1      | 0      | 1     |
| 13    | Gambie                    | 0  | 1      | 0      | 1     |
| 17    | Mali                      | 0  | 0      | 4      | 4     |
| 18    | Niger                     | 0  | 0      | 1      | 1     |
| 18    | Sao Tomé-et-Principe      | 0  | 0      | 1      | 1     |
| Total | Total                     | 16 | 16     | 28     | 60    |

## Podiums

### Hommes
| Épreuves               | Or                                                | Argent                       | Bronze                                                    |
| ---------------------- | ------------------------------------------------- | ---------------------------- | --------------------------------------------------------- |
| Poids mi-mouches (-54) | Birane Gueye Sénégal                              | Yoseph Adamsejeo Éthiopie    | Happy Ottah Nigeria Dickson Wamwiri Kenya                 |
| Poids mouches (-58)    | Tamer Salah Bayoumi Égypte                        | Ezeldin Salem Tlich Libye    | Abdrahmane Famanta Mali Jose Miranda Sao Tomé-et-Principe |
| Poids coqs (- 62)      | Johannes Komane Lesotho                           | Johan Smit Afrique du Sud    | Ibrahim Niang Mali Arefeayne Woldermichal Éthiopie        |
| Poids plumes (- 67)    | Bertrand Gbongou Liango République centrafricaine | Gibril Jatta Gambie          | Tamer Atef Hashem Égypte Tatola Letsoela Lesotho          |
| Poids légers (-72)     | Tamer Abdelmoneim Égypte                          | Stanislas Ogoudjobi Bénin    | Achille Koukougnom Côte d'Ivoire Mohamed Fofana Mali      |
| Poids welters (-78)    | Fredson Gomes Cap-Vert                            | Jacob Matins Obiorah Nigeria | Hichem Hamdouni Tunisie Loaay Mazen Égypte                |
| Poids moyens (-84)     | Mossab El Gaiar Égypte                            | Pierre Nyok Nyok Cameroun    | Souheil Hammami Tunisie James Friday Dirisu Nigeria       |
| Poids Lourds (+84)     | Donald Ravenscroft Afrique du Sud                 | Mahmoud Charef Tunisie       | Hastings Ngala Kenya Chika Chukwumerije Nigeria           |

### Femmes
| Épreuves               | Or                          | Argent                       | Bronze                                            |
| ---------------------- | --------------------------- | ---------------------------- | ------------------------------------------------- |
| Poids mi-mouches (-47) | Lineo Mochesane Lesotho     | Estelle Uroom Ghana          | Judy Muihaki Kenya Hye-Mi Lee Afrique du Sud      |
| Poids mouches (-51)    | Ikram Mahjar Tunisie        | Caroline Maher Yousry Égypte | Sitan Traoré Mali Likeleli Alina Thamae Lesotho   |
| Poids coqs (-55)       | Abeer Essawy Égypte         | Bineta Diedhiou Sénégal      | Marie Hassane Niger Anita Neequaye Ghana          |
| Poids plumes (-59)     | Saly Aboubakr Tarek Égypte  | Appeal Isimirie Nigeria      | Adja Fatou Sow Sénégal Mia Emmet Afrique du Sud   |
| Poids légers (-63)     | Mariam Bah Côte d'Ivoire    | Anelle Steyn Afrique du Sud  | Cynthia Dotse Ghana Victoria Chika Ezerim Nigeria |
| Poids welters (-67)    | Margret Achibi Nigeria      | Njeri Jane Onyango Kenya     | Tsoene Mamokoai Lesotho                           |
| Poids moyens (-72)     | Noha Safwat Abd Rabo Égypte | Amina Mustapha Nigeria       |                                                   |
| Poids lourds (+72)     | Princess Dudu Nigeria       | Puleng Lala Lesotho          | Risper Wanjiru Mwangi Kenya                       |